# La storia dei tre gioielli
La storia dei tre gioielli (Hikayatul jawahiri thalath, in arabo: حكاية الجواهر الثلاثة) è un film del 1995 diretto da Michel Khleifi.
Presentato in concorso nella sezione Quinzaine des Réalisateurs del Festival di Cannes, fu il primo lungometraggio ad essere stato girato nella Striscia di Gaza.

## Trama
Il film narra la storia di un dodicenne arabo di nome Yusef, che fugge dalla violenza del conflitto israelo-palestinese in cerca di uccelli nella tranquilla campagna circostante. In questo luogo, Yusef resta folgorato da Aida, una bella gitana di un vicino quartiere. Nel tempo che trascorrono insieme, i due bambini si rifugiano in una realtà immaginaria, in simbiosi con le piante e gli animali.
Gli eventi drammatici della vita di Yusef – la casa distrutta dalle bombe, il padre in prigione, il fratello armato in fuga dai soldati – scorrono parallelamente alle sue fantasie d'amore escapiste. Un giorno, Aida gli racconta la storia dei tre gioielli mancanti di una collana, importata dalla nonna in Sud America. Con la speranza di sposare la ragazza, Yusef formula quindi un piano per attraversare il mare alla conquista dei gioielli perduti.

## Produzione
Il film è una produzione indipendente realizzata grazie al finanziamento di alcuni paesi europei. Fu girato nei giorni successivi al massacro di Hebron del 1994 e prima dell'arrivo dell'Autorità Nazionale Palestinese. Le riprese si svolsero clandestinamente nella Striscia di Gaza.

## Distribuzione
Il film fu presentato in anteprima al Festival di Cannes 1995, nella sezione Quinzaine des Réalisateurs, con il titolo Conte des trois diamants. In Francia uscì nelle sale cinematografiche alla fine dell'anno. Fu in seguito proiettato nella cornice di numerosi festival cinematografici internazionali e all'interno di eventi culturali dedicati alla Palestina e ai diritti umani. Nel 2008, è stato distribuito in DVD, in lingua araba con i sottotitoli in inglese.

## Riconoscimenti
Candidato come miglior film al Festival di Cannes 1995, nella sezione Quinzaine des Réalisateurs, vinse il premio Golden Butterfly al festival del cinema per ragazzi di Isfahan, e il gran premio miglior film al Festival cinematografico di Nantes.